# 大津町立大津東小学校
大津町立大津東小学校（おおづちょうりつ おおづひがししょうがっこう）は、熊本県菊池郡大津町にある町立の小学校。

## 歴史
瀬田小学校
- 1874年 - 大林校創立
- 1875年4月 - 瀬田小学校、大林校の支校として創立
- 1908年 - 瀬田西部尋常小学校と改称
- 1917年 - 瀬田西部尋常高等小学校と改称
- 1941年 - 瀬田西部国民学校と改称
- 1947年4月1日 - 瀬田村立瀬田西小学校と改称
- 1956年8月1日 - 大津町立瀬田小学校と改称

錦野小学校
- 1875年7月 - 外牧小学校創立
- 1892年 - 外牧小学校、鳥子小学校が合併し錦野尋常小学校創立
- 1917年 - 錦野尋常高等小学校と改称
- 1947年4月1日 - 錦野村立錦野小学校と改称
- 1956年8月1日 - 大津町立錦野小学校と改称

大津東小学校
- 1970年4月1日 - 瀬田小学校と錦野小学校が統合し開校。